# Бугур (повіт)
41°46′39″ пн. ш. 84°15′01″ сх. д. / 41.77743° пн. ш. 84.25014° сх. д.
Бугур (також Луньтай, від кит. 轮台县, пін. Lúntái Xiàn, уйг. بۈگۈر ناھىيىسى/ Bügür Nahiyisi) — один із повітів КНР у складі Баянгол-Монгольської автономної префектури в Сіньцзян-Уйгурському автономному районі. Адміністративний центр — муніципалітет Бугур.

## Географія
Бугур у середньому розташовується на висоті близько 980 метрів над рівнем моря. Повіт лежить в центральному Тянь-Шані і його передгір'ях, південним кордоном повіту слугує річка Тарим.

### Клімат
Повіт знаходиться у зоні, котра характеризується кліматом пустель помірного поясу. Найтепліший місяць — липень із середньою температурою 26,5 °C. Найхолодніший місяць — січень, із середньою температурою -7,8 °С..
| Клімат повіту Бугур                                | Клімат повіту Бугур | Клімат повіту Бугур | Клімат повіту Бугур | Клімат повіту Бугур | Клімат повіту Бугур | Клімат повіту Бугур | Клімат повіту Бугур | Клімат повіту Бугур | Клімат повіту Бугур | Клімат повіту Бугур | Клімат повіту Бугур | Клімат повіту Бугур | Клімат повіту Бугур |
| Показник                                           | Січ.                | Лют.                | Бер.                | Квіт.               | Трав.               | Черв.               | Лип.                | Серп.               | Вер.                | Жовт.               | Лист.               | Груд.               | Рік                 |
| Середній максимум, °C                              | −1,5                | 5,9                 | 15                  | 23,4                | 28,4                | 32,1                | 33,8                | 32,7                | 27,9                | 20,1                | 9,8                 | 0,2                 | 19                  |
| Середня температура, °C                            | −7,8                | −1                  | 7,9                 | 16,1                | 21,2                | 25                  | 26,5                | 25,4                | 20,4                | 11,9                | 2,7                 | −5,4                | 11,9                |
| Середній мінімум, °C                               | −12,7               | −6,8                | 1,5                 | 9,2                 | 14,4                | 18,3                | 19,9                | 18,8                | 13,7                | 5,5                 | −2,6                | −9,6                | 5,8                 |
| Норма опадів, мм                                   | 1.4                 | 1.9                 | 1.6                 | 4                   | 7.5                 | 15.3                | 12.8                | 11.5                | 4.9                 | 2.5                 | 3.8                 | 1.7                 | 68.9                |
| Вологість повітря, %                               | 67                  | 57                  | 39                  | 31                  | 32                  | 37                  | 40                  | 41                  | 44                  | 50                  | 59                  | 71                  | 48                  |
| -------------------------------------------------- | ------------------- | ------------------- | ------------------- | ------------------- | ------------------- | ------------------- | ------------------- | ------------------- | ------------------- | ------------------- | ------------------- | ------------------- | ------------------- |
| Джерело: Дані метеостанції №51642 (КНР, 1991-2020) |                     |                     |                     |                     |                     |                     |                     |                     |                     |                     |                     |                     |                     |